# Téléphériques d'Alger
Les téléphériques d'Alger sont gérés depuis 2015 par l'Entreprise de transport algérien par câbles (ETAC).

## Historique
Le téléphérique est un mode de transport spécifiquement adapté à la ville d'Alger qui est composée de quartiers bas et d'autres situés sur les hauteurs de la ville. La première ligne a été réalisée par l'entreprise française Pomagalski pour le compte de la régie des transports d'Alger (RSTA) et inaugurée en 1956. Elle relie le quartier de Belouizdad à celui de El Madania situé 90 mètres plus haut. Alger est alors la première ville à mettre en place une téléphérique urbain pour le transport de passagers et non à vocation touristique.
Après l'indépendance, la RSTA va créer trois nouvelles lignes dans les années 1980 afin de desservir des lieux touristiques : la Basilique Notre-Dame-d'Afrique en 1984, le Mémorial du Martyr en 1986 et le Palais de la culture en 1987.
Dans les années 2000, l'Entreprise de transport urbain et suburbain d'Alger (ETUSA) qui gère les téléphériques d'Alger, va confier leur rénovation à la société française Poma.
En décembre 2014, la société Poma s'est vu confier en plus de l'entretien et le développement de nouvelles lignes, la gestion des téléphériques en créant l'Entreprise de transport algérien par câbles (ETAC), une société mixte qu'elle détient à 49 %, l'ETUSA à 41 % et l'Entreprise Métro d'Alger (EMA) à 10 %,.
Le 2 janvier 2019, une nouvelle ligne de télécabine a été inaugurée, elle relie Bab El Oued à Zghara, en marquant un arrêt à la station du village Céleste.

## Les lignes

### Lignes actuelles
La ville d'Alger compte quatre lignes de téléphériques et deux lignes de télécabines :
- le téléphérique d'El Madania : quartier du Hamma (Belouizdad) [48m.] → cité Diar El Mahçoul (El Madania)  [131 m.] - distance : 220 mètres ;
- le téléphérique du Mémorial :  Jardin d'Essai (Belouizdad)  [32 m.] → Mémorial du martyr [107 m.] - distance : 260 mètres ;
- le téléphérique du Palais de la Culture : El-Annassers (Hussein Dey) [31 m.] → Palais de la culture  [118 m.] - distance : 368 mètres ;
- le téléphérique de Notre-Dame d'Afrique : Bologhine [5 m.] → Basilique Notre-Dame d'Afrique [78 m.] - distance : 250 mètres ;
- la télécabine de Oued Koriche : Oued Koriche [60 m.] → Frais Vallon [265 m.] → Bouzaréah [368 m.] - distance : 2 925 mètres ;
- la télécabine de Bab El Oued : Bab El Oued [50 m.] → Village Celeste (Bouzaréah) [230 m.] → Z'ghara (Bologhine) [140 m.] - distance : 2 000 mètres.

Sélection de vues des téléphériques et télécabines d'Alger
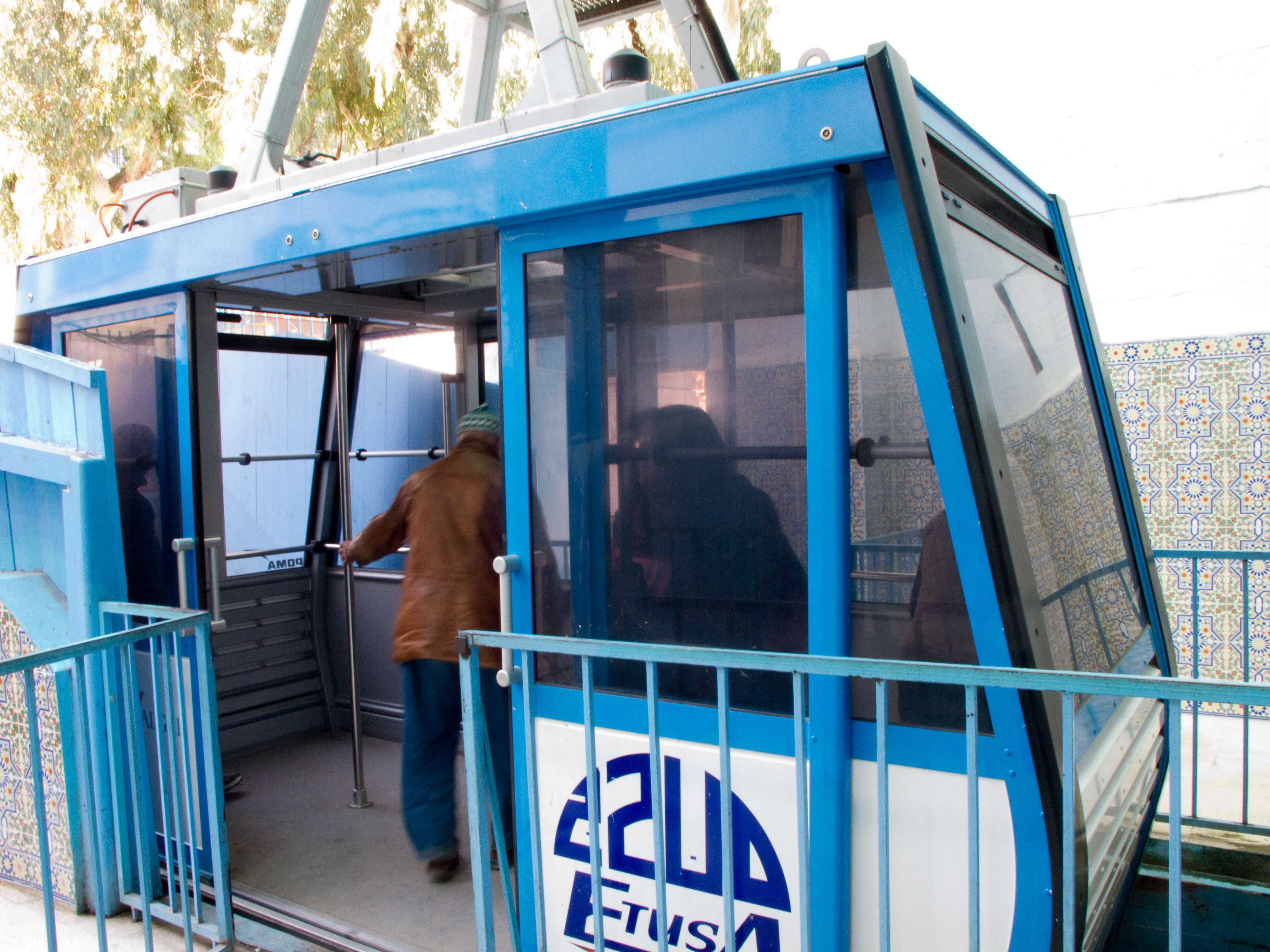
Une cabine dans la station aval du téléphérique d'El Madania.
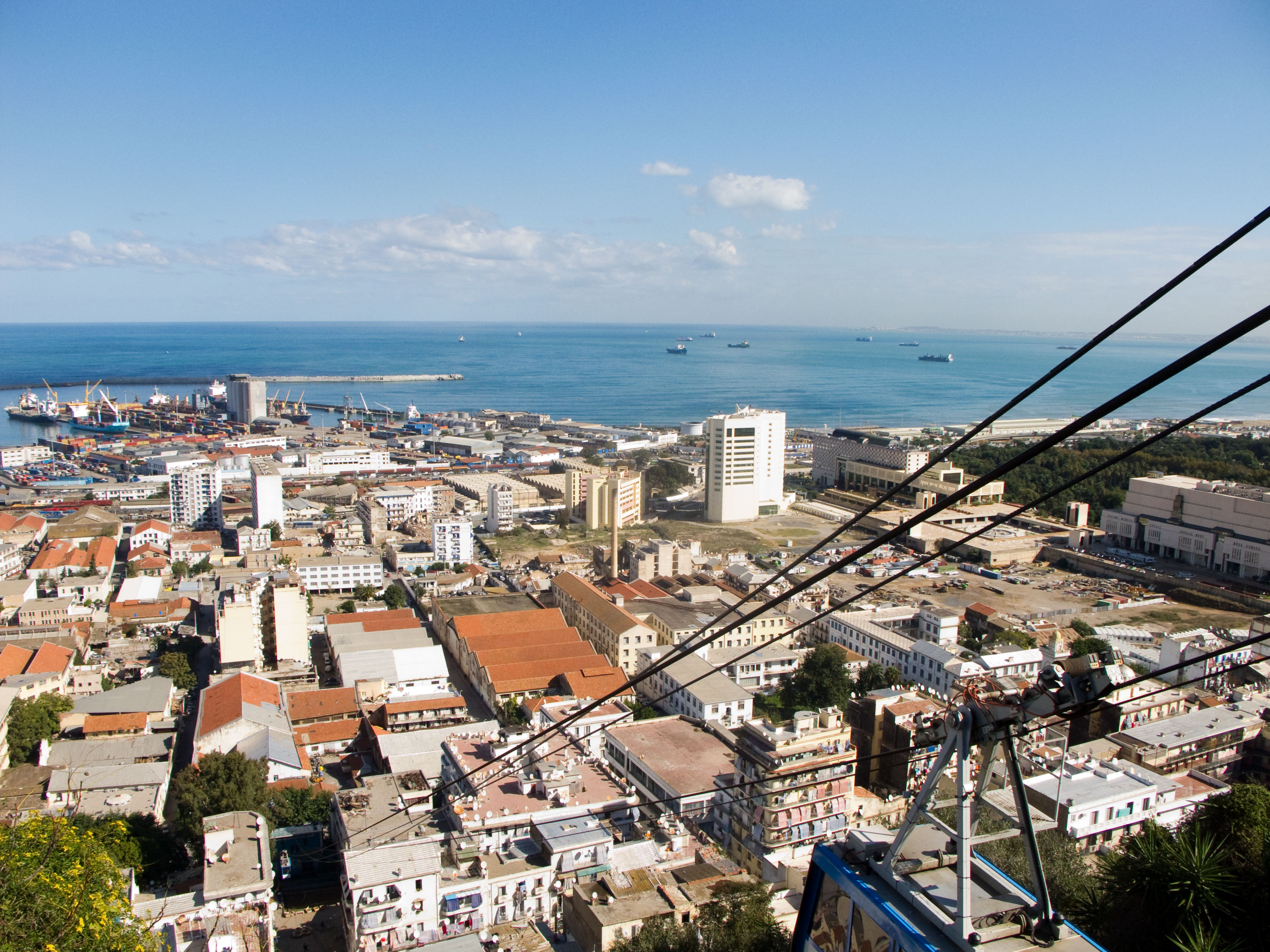
Vue sur Alger depuis de la station amont du téléphérique d'El Madania.
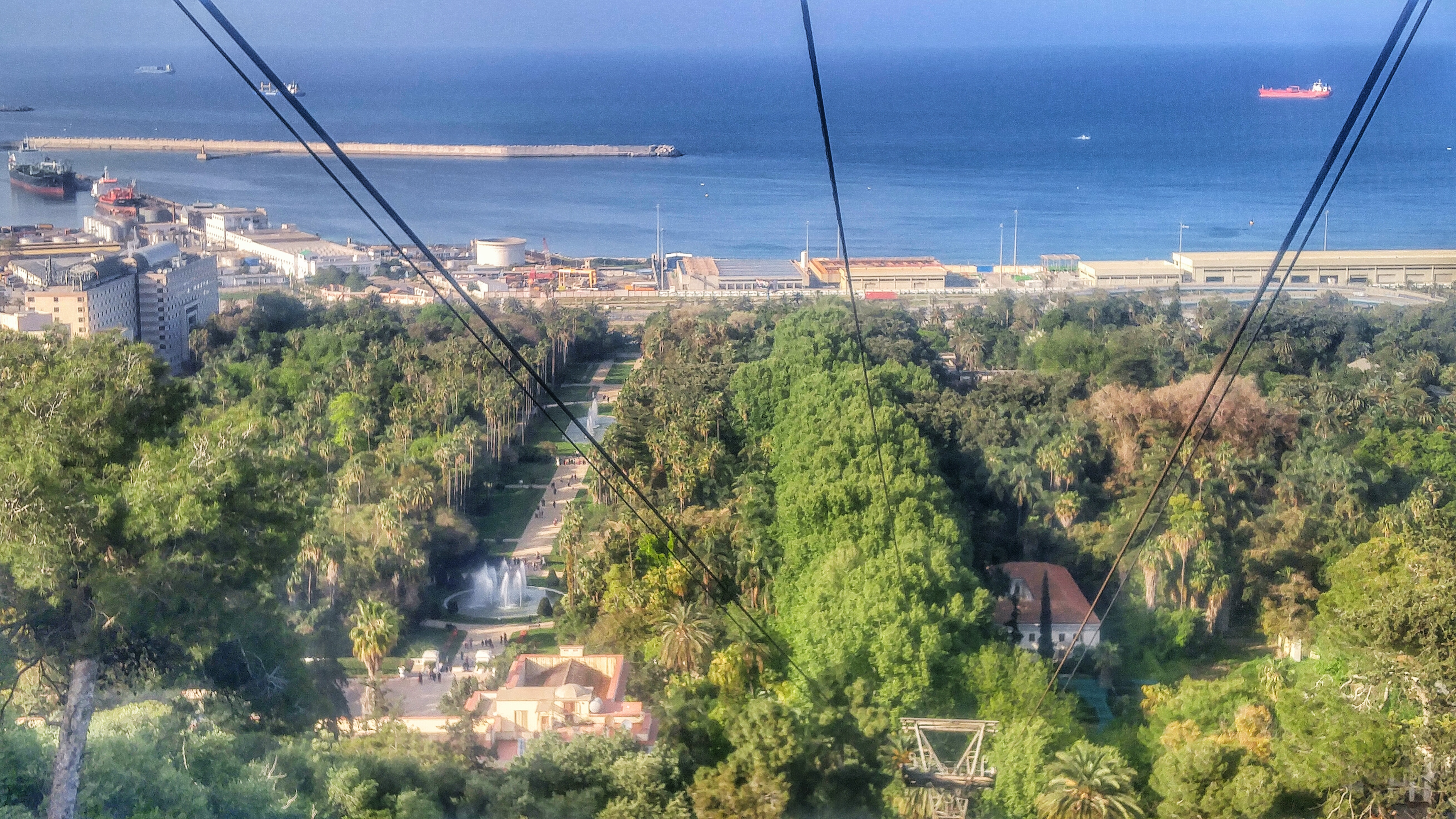
Le téléphérique du Jardin d'Essai.
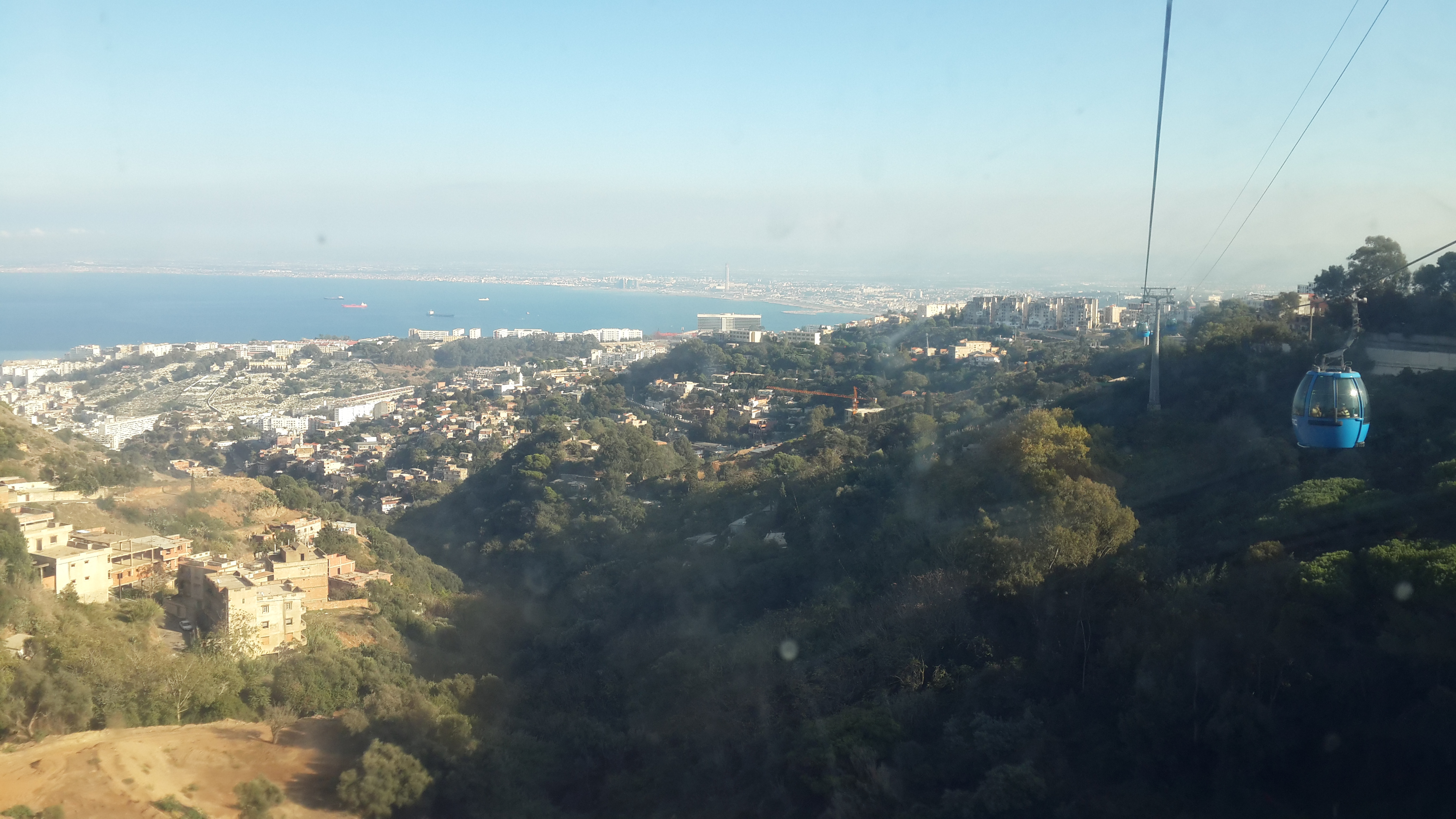
Le télécabine de Oued Koriche.

### Lignes en projet
- Place du 1er Mai [15 m.] → El Mouradia [180 m.] - distance: 1 200 mètres.
- Tafourah [10 m.] → Hôtel El Aurassi (Tagarins) [130 m.] → El Biar [210 m.] - distance : 1 600 mètres.

## Tarification

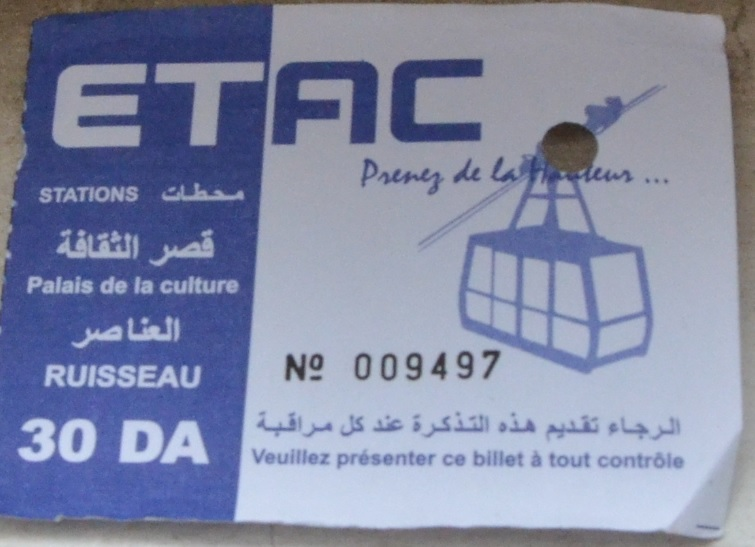
Ticket du téléphérique d'Alger.

À partir de 2016, un titre de transport unique pour les différents modes de transports de la ville (métro, tramway, bus, trains) est mis en place.